# Daphne sureii
Daphne sureii är en tibastväxtart som beskrevs av W. W. Smith och Cave. Daphne sureii ingår i släktet tibaster, och familjen tibastväxter. Inga underarter finns listade i Catalogue of Life.